# Keri i Kame
Kame i Keri, Kame i Keri su dva blizanaca, bogovi kreatori plemena brazilskih Bakairi Indijanaca. Zajedno su prilagodili svijet ljudima za život te ih naučili koristiti vatru i loviti.,

## Mit o čudesnim blizancima
U početku nije bilo zemlje. Postojalo je samo nebo, gdje su svi živjeli. Jedan od najmoćnijih bio je Jaguar. Jednog dana Jaguar je uhvatio čovjeka i namjeravao ga pojesti. "Čekaj!" reče čovjek. "Jer ja sam čarobnjak i mogu ti pomoći. Primjećujem da nemaš ženu. Ako me pustiš, stvorit ću ti ženu."
Jaguar je bio sretan zbog toga. Tako je čarobnjak stvorio ženu od drveta i ona je postala Jaguarova žena. Ubrzo je ostala trudna. Ali jednog dana, dok je Jaguar bio u lovu, Jaguarova majka je vrlo glasno ispustila plin, a žena se smijala svojoj svekrvi. Jaguarova majka se razbjesnila i ubila ženu. Jaguarov brat je vidio što se dogodilo i požurio je spasiti bebe iz utrobe svoje šogorice. Bili su blizanci. Zvali su se Keri i Kame, Jaguarovi sinovi.
Izrasli su u čudesne junake. Prvo što su učinili bilo je osvetiti svoju majku. Zapalili su baku i spalili u pepeo. Kada je Kame spaljen, Keri je iskoristio svoje moći da ga vrati u život. Kad je Keri spaljen, Kame je iskoristio svoje moći da ga vrati u život. Na taj su način blizanci preživjeli požar, ali je njihova opaka baka ubijena.
Keri je postao otac naroda Bakairi. Bakairi nisu mogli dobro živjeti na nebu, pa su blizanci stvorili zemlju i podigli nebo visoko iznad nje. Zatim su postavili sunce i mjesec na nebo za ljude. U to su vrijeme sunce i mjesec pripadali Narodu lešinara, koji su ih brižno čuvali i nisu ih puštali van. Keri i Kame postavljaju zamku za Kralja lešinara stvarajući mrtvog tapira s čarobnom kožom. Kad je Kralj lešinara gurnuo glavu unutra da pojede tapira, koža mu se zatvorila oko vrata i nije mogao pobjeći sve dok nije poslao druge supove da blizancima donesu sunce i mjesec. Zatim su blizanci postavili sunce i mjesec na nebo kako bi ih svi mogli koristiti.
Bili su veliki heroji i naučili su Bakairije mnogim stvarima prije nego što su se vratili u dom svog oca na nebu.